# Jasurbek Yaxshiboyev
Jasurbek Jumaboy oʻgʻli „Jasur“ Yaxshiboyev (russisch Джасурбек Жумабой оглы “Жасур” Яхшибоев; * 24. Juni 1997 in Chinoz, Taschkent), hauptsächlich bekannt als Jasurbek Yakhshiboev, ist ein usbekischer Fußballnationalspieler, der seit Februar 2021 beim Erstligisten Navbahor Namangan unter Vertrag steht.

## Karriere

### Verein
Der in Chinoz, Taschkent geborene Yaxshiboyev entstammt der fußballerischen Ausbildung von Paxtakor Taschkent, wo er gegen Ende der Saison 2016 erstmals in die erste Mannschaft beordert wurde. Am 3. November 2016 (28. Spieltag) gab er beim 5:2-Heimsieg gegen den FK Shoʻrtan Guzar sein Debüt in der höchsten usbekischen Spielklasse. Er stand in der Startformation, wurde aber bereits in der 52. Spielminute für Sukhrob Nurullaev ausgetauscht, der in dieser Partie ebenfalls debütierte. In dieser Spielzeit bestritt der Flügelspieler ein weiteres Ligaspiel. Im nächsten Spieljahr 2017 kam er bereits als Einwechselspieler zum Einsatz und absolvierte insgesamt 11 Ligaspiele.
Am 19. April 2018 (7. Spieltag) erzielte er beim 5:0-Auswärtssieg gegen Metallurg Bekobod seinen ersten Ligatreffer im Trikot der Paxtakorlar. Seine Einsatzzahlen steigerten sich in dieser Spielzeit 2018 erneut und er wurde bereits in nahezu jedem Ligaspiel berücksichtigt, wenn auch häufig nur als Einwechselspieler. Er machte 27 Ligaspiele, in denen er drei Torerfolge verbuchen konnte. Im nächsten Spieljahr 2019 erlebte er eine Stagnation in seiner Entwicklung und in der Hinrunde kam er nur auf sechs Ligaeinsätze. Auch ein halbjähriges Leihgeschäft beim FK Olmaliq in der Rückrunde verschaffte ihm keine Abhilfe und er kehrte nach neun Ligaeinsätzen, in denen ihm zwei Torvorlagen gelangen, in die usbekische Hauptstadt Taschkent zurück.
Am 2. März 2020 wechselte Yaxshiboyev für ein Jahr auf Leihbasis zum belarussischen Erstligisten FK Energetik-BGU Minsk. Bereits in seinem ersten Ligaspiel beim 2:1-Heimsieg gegen BATE Baryssau gelang ihm ein Doppelpack. Beim Hauptstadtklub entwickelte er sich rasch zum Leistungsträger und ihm gelangen in der Hinrunde der Saison 2020 in 13 Ligaeinsätzen neun Tore und drei Vorlagen.
Aufgrund seiner guten Leistungen wurde das Leihgeschäft Anfang Juli 2020 vorzeitig beendet und am 9. Juli 2020 wurde er für die restliche Spielzeit an Energetiks Ligakonkurrenten FK Schachzjor Salihorsk ausgeliehen. Auch dort konnte er seine gute Form mit Toren bestätigen. Am 31. Oktober (25. Spieltag) erzielte er beim 5:1-Auswärtssieg gegen Belschyna Babrujsk den ersten Hattrick seiner Laufbahn. Für Schachzjor erzielte er in 13 Ligaeinsätzen sieben Treffer und feierte am Ende der Spielzeit die nationale Meisterschaft.
Im Februar 2021 gab der polnische Rekordmeister Legia Warschau die Verpflichtung von Yaxshiboyev bekannt. Am 30. August 2021 wurde er an den moldauischen Klub Sheriff Tiraspol ausgeliehen. Beim 2:1-Sieg im zweiten Gruppenspiel der UEFA Champions League bei Real Madrid am 28. September 2021 erzielte Yaxshiboyev den Führungstreffer zum 1:0 für Sheriff. Am Ende der Spielzeit gewann er  mit Sheriff Tiraspol die Meisterschaft sowie den nationalen Pokal. Nach der Saison wurde der Vertrag mit Legia Warschau aufgelöst. Yaxshiboyev kehrte daraufhin in seine Heimat zurück, wo er sich Navbahor Namangan anschloss.

### Nationalmannschaft
Mit der usbekischen U23-Nationalmannschaft gewann er im Januar 2018 die U23-Asienmeisterschaft in China, bei der er mit drei Toren in fünf Einsätzen überzeugen konnte. Zwei Jahre später konnte er mit der Auswahl diesen Erfolg nicht wiederholen, welche sich mit dem vierten Platz zufriedengeben musste.
Am 19. Mai 2018 debütierte er bei der 0:1-Testspielniederlage gegen den Iran für die A-Nationalmannschaft.

## Erfolge
Paxtakor Taschkent
- Usbekischer Meister: 2019
- Usbekischer Pokalsieger: 2019

FK Schachzjor Salihorsk
- Belarussischer Meister: 2020

Sheriff Tiraspol
- Moldauischer Meister: 2022
- Moldauischer Pokalsieger: 2022

Usbekistan U23
- U23-Asienmeister: 2018